# Fjärdhundra
Se Fjärdhundraland för folklandet.
Fjärdhundra är en tätort i Enköpings kommun i Uppsala län. Orten ligger i Simtuna socken cirka 18 kilometer nordväst om Enköping invid riksväg 70 samt länsväg 254. 
Väster om tätorten ligger Simtuna kyrka.

## Ortnamnet
Namnet bestämdes i början av 1900-talet. Man behövde då namnge en ny järnvägsstation på Enköping-Heby-Runhällens järnväg. Namnet togs då från det område som historiskt hette Fjädrundaland.

## Befolkningsutveckling
| Befolkningsutvecklingen i Fjärdhundra 1950–2020 | Befolkningsutvecklingen i Fjärdhundra 1950–2020 | Befolkningsutvecklingen i Fjärdhundra 1950–2020 | Befolkningsutvecklingen i Fjärdhundra 1950–2020 | Befolkningsutvecklingen i Fjärdhundra 1950–2020 |
| ----------------------------------------------- | ----------------------------------------------- | ----------------------------------------------- | ----------------------------------------------- | ----------------------------------------------- |
|                                                 |                                                 |                                                 |                                                 |                                                 |
| År                                              |                                                 |                                                 | Folkmängd                                       | Areal (ha)                                      |
| 1950                                            | 1950                                            |                                                 | 220                                             |                                                 |
| 1960                                            | 1960                                            |                                                 | 321                                             |                                                 |
| 1965                                            | 1965                                            |                                                 | 486                                             |                                                 |
| 1970                                            | 1970                                            |                                                 | 694                                             |                                                 |
| 1975                                            | 1975                                            |                                                 | 778                                             |                                                 |
| 1980                                            | 1980                                            |                                                 | 785                                             |                                                 |
| 1990                                            | 1990                                            |                                                 | 871                                             | 107                                             |
| 1995                                            | 1995                                            |                                                 | 885                                             | 108                                             |
| 2000                                            | 2000                                            |                                                 | 936                                             | 109                                             |
| 2005                                            | 2005                                            |                                                 | 926                                             | 109                                             |
| 2010                                            | 2010                                            |                                                 | 951                                             | 108                                             |
| 2015                                            | 2015                                            |                                                 | 907                                             | 112                                             |
| 2020                                            | 2020                                            |                                                 | 932                                             | 111                                             |
|                                                 |                                                 |                                                 |                                                 |                                                 |

## Idrott

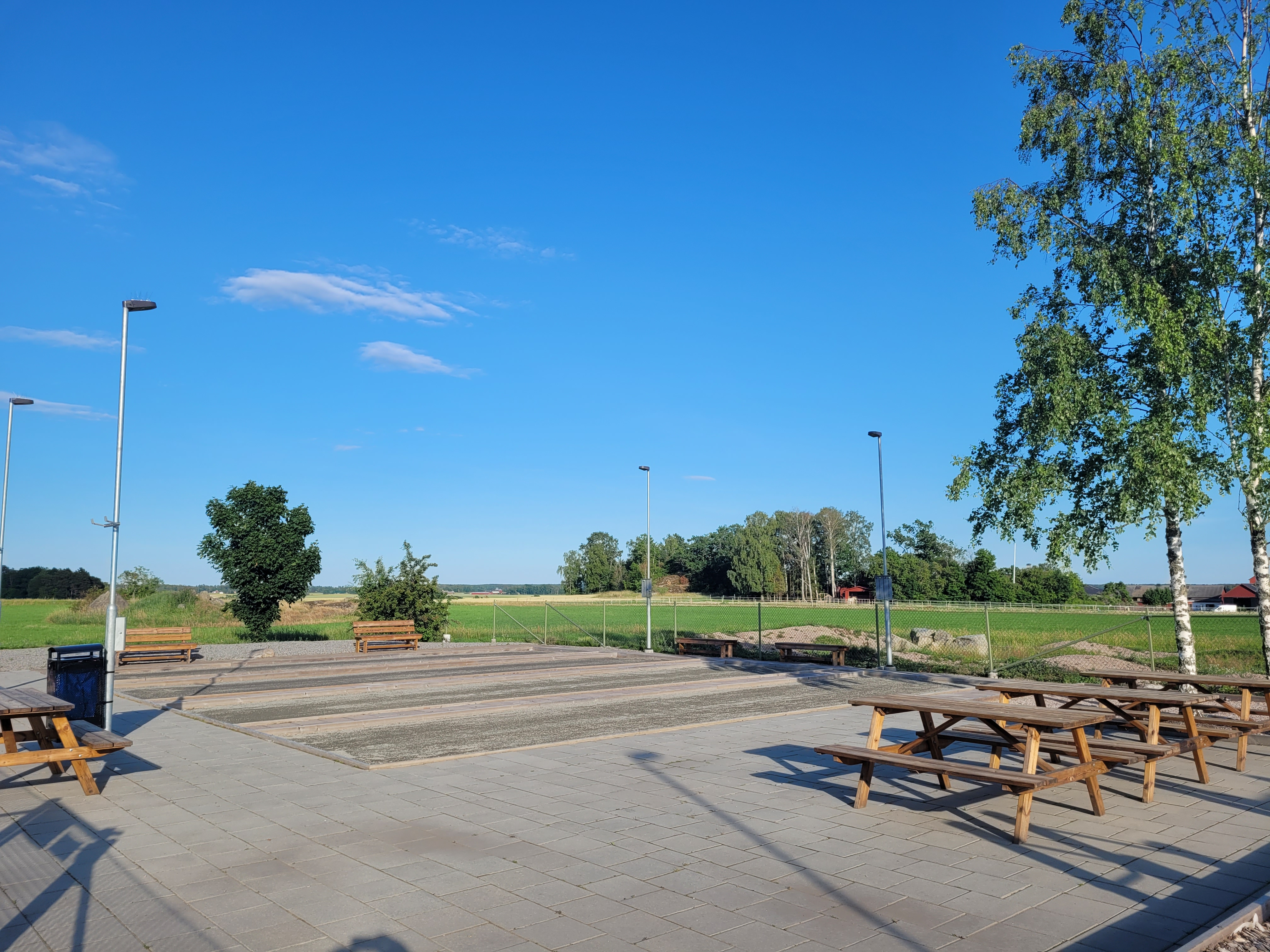
Boulebanor vid Fjärdhundra aktivitetscenter.

Fjärdhundra Sport Klubb är en idrottsklubb i Fjärdhundra som bildades 1986 vid en sammanslagning av de två klubbarna Simtuna SK och Torstuna SK samt ungdomsverksamheten från Härnevi BK. Klubben bedriver verksamhet på herr- och damsidan inom fotboll, handboll, innebandy (sedan 1997) och skidor.

## Kommunikationer
UL-buss 225 som går mellan Enköping och Heby kör igenom tätorten. Vissa bussar kör endast Enköping-Fjärdhundra och omvänt.